# Biblioteca Palatina
La bibliothèque Palatine de Parme (en italien : Biblioteca Palatina di Parma) est une bibliothèque publique d'État en Italie située  à Parme en Émilie-Romagne.

## Historique

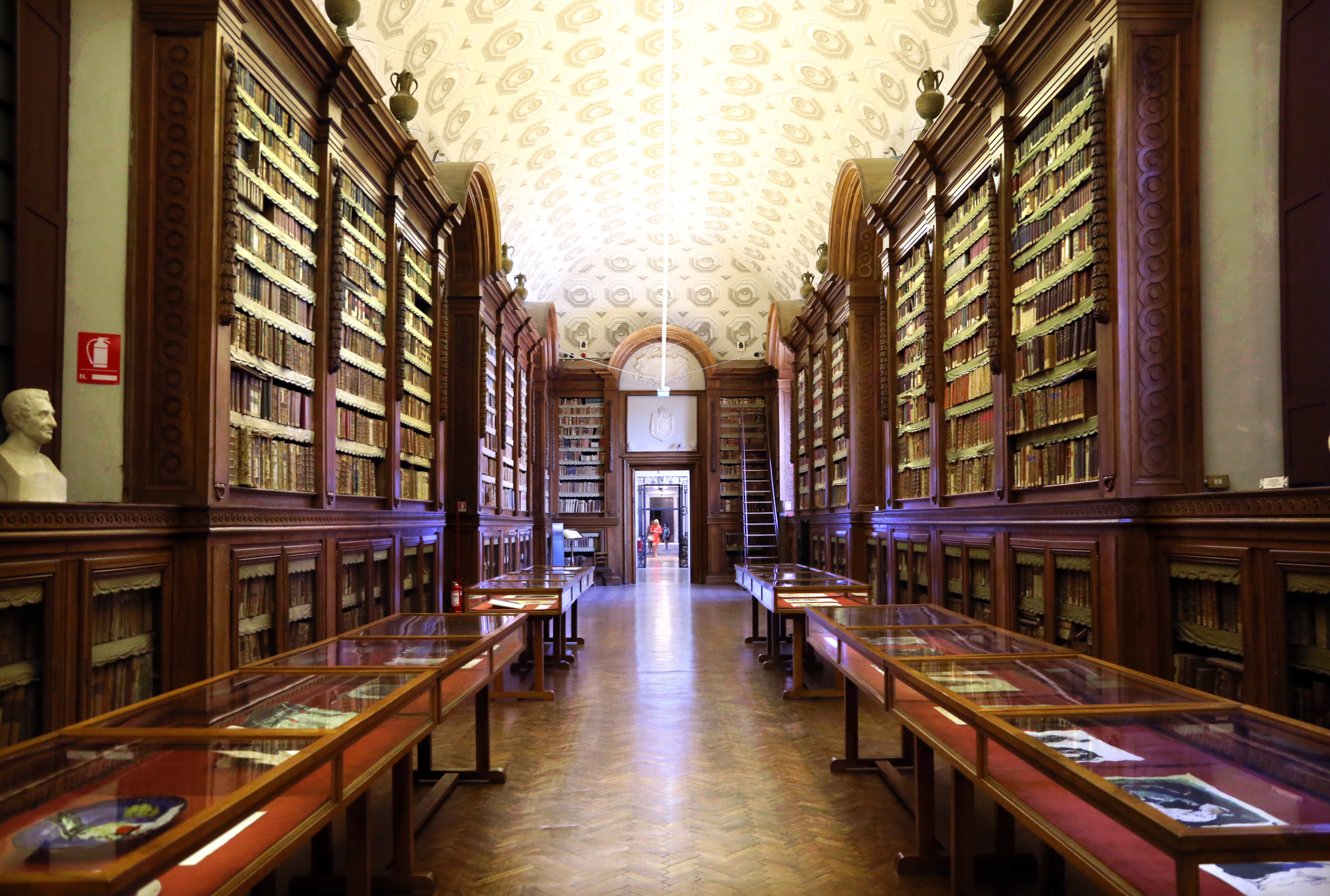
Intérieur de la bibliothèque.

La Biblioteca Palatina est située au Palazzo della Pilotta et ses origines remontent au XVIIIe siècle. Fruit de la volonté politique du ministre réformiste Guillaume-Léon Du Tillot, fondée en 1761 par les ducs Philippe et Ferdinand de Bourbon, inaugurée en mai 1769, elle porte tout au long de son histoire diverses appellations : Reale Biblioteca Parmense, Biblioteca Nazionale, Bibliothèque Imperiale, Bibliothèque de la Ville de Parme, Biblioteca Ducale et Biblioteca Nazionale.
Les locaux du palazzo della Pilotta furent aménagés par Ennemond Alexandre Petitot.
L'organisation de la bibliothèque fut confiée à Paolo Maria Paciaudi, de l'ordre des Théatins, qui le premier instaura en Italie le catalogue par auteur et par fiches mobiles. Elle fut finalement inaugurée au mois de mai 1769.
Sous le règne de Marie-Louise d'Autriche la bibliothèque évolua. La souveraine acheta et fit don de la collection de  Gian Bernardo De Rossi, constituée d'anciens livres hébraïques.
Elle fit construire en 1834 par Nicola Bettoli une nouvelle aile sud du palais : le salon Marie-Louise.
Depuis le Risorgimento la Biblioteca Palatina di Parma est une bibliothèque publique d'État.
En 1889 une section musicale fut instaurée.

## Contenu du fonds de la bibliothèque
La bibliothèque conserve plus de 426 647 livres imprimés (dont 3 044 incunables et 11 704 antérieurs au XVIe siècle), 52 192 manuscrits, plus de 3 860 périodiques et 130 840 brochures.
Elle conserve en particulier une partie des archives de la famille des Farnèse, ducs de Parme de 1549 à 1731, les archives de la branche Farnèse-Bourbon étant à Naples.

## Sources
- (it) Cet article est partiellement ou en totalité issu de l’article de Wikipédia en italien intitulé « Biblioteca Palatina (Parma) » (voir la liste des auteurs).